# Consulat général de Belgique à Marseille
Le consulat général de Belgique à Marseille est une représentation consulaire du Royaume de Belgique en France. Il est situé boulevard des Dames, à Marseille, en Provence-Alpes-Côte d'Azur.